# Bắc Cực (lục địa)

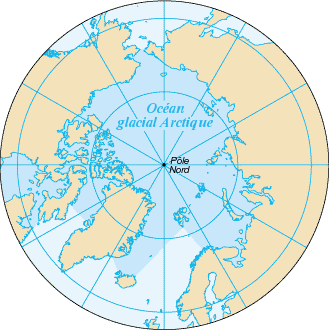
Lục địa Bắc Cực cổ, khu vực ngày nay là Bắc Băng Duơng

Bắc Cực (tiếng Anh: Arctica) là một lục địa cổ được hình thành khoảng 2,5 tỷ năm trước trong đại Tân Thái Cổ. Nó bao gồm các khiên Canada và Siberia, và hiện nay nằm gần đúng trên vùng Bắc cực xung quanh cực Bắc hiện tại. Lục địa Bắc Cực hợp nhất với các lục địa Atlantica và Nena khoảng 1 tỷ năm trước (đầu đại Tân Nguyên Sinh) để tạo ra siêu lục địa Rodinia.